# Valdu Té
Valdumar Augusto Té (Bissau, 14 agosto 1997) è un calciatore guineense, attaccante dell'Al-Tahaddy.

## Carriera
Cresciuto nel settore giovanile dello Sporting Bissau, nel 2014 è stato acquistato dal Vitória Setúbal. Ha debuttato in Primeira Liga il 22 settembre 2018 disputando l'incontro perso 2-0 contro il Porto.